# Tafea Football Club
O Tafea Football Club é um clube de futebol de Porto Vila, capital de Vanuatu. No ano de 2009, foi destaque por ter atingido a marca de quinze títulos nacionais consecutivos. Conquistou o vice-campeonato da Liga dos Campeões da OFC de 2000–01, perdendo para o Wollongong Wolves na ocasião por 1 a 0. Tem a maior torcida do arquipélago.

## O maior campeão do mundo
Em 2009, o Tafea se tornou o time que conquistou mais campeonatos nacionais seguidos, superando o recorde do Skonto Riga, que conquistou catorze vezes o Campeonato Letão de Futebol.

## Títulos
- Telekom Vanuatu Premier League: 1994, 1995, 1996, 1997, 1998, 1999, 2000, 2001, 2002, 2003, 2004, 2005, 2006, 2007, 2008–09 e  2018–19
- VFL National Super League: 2013 e 2014
- Port Vila Shield: 2013 e 2014
- LCM & Santo Hardware Cup: 2015[4]
- VFF Bred Cup: 2005 e 2009

Torneios amistosos
- Coupe du Président: 2015[5]